# Wojnicz

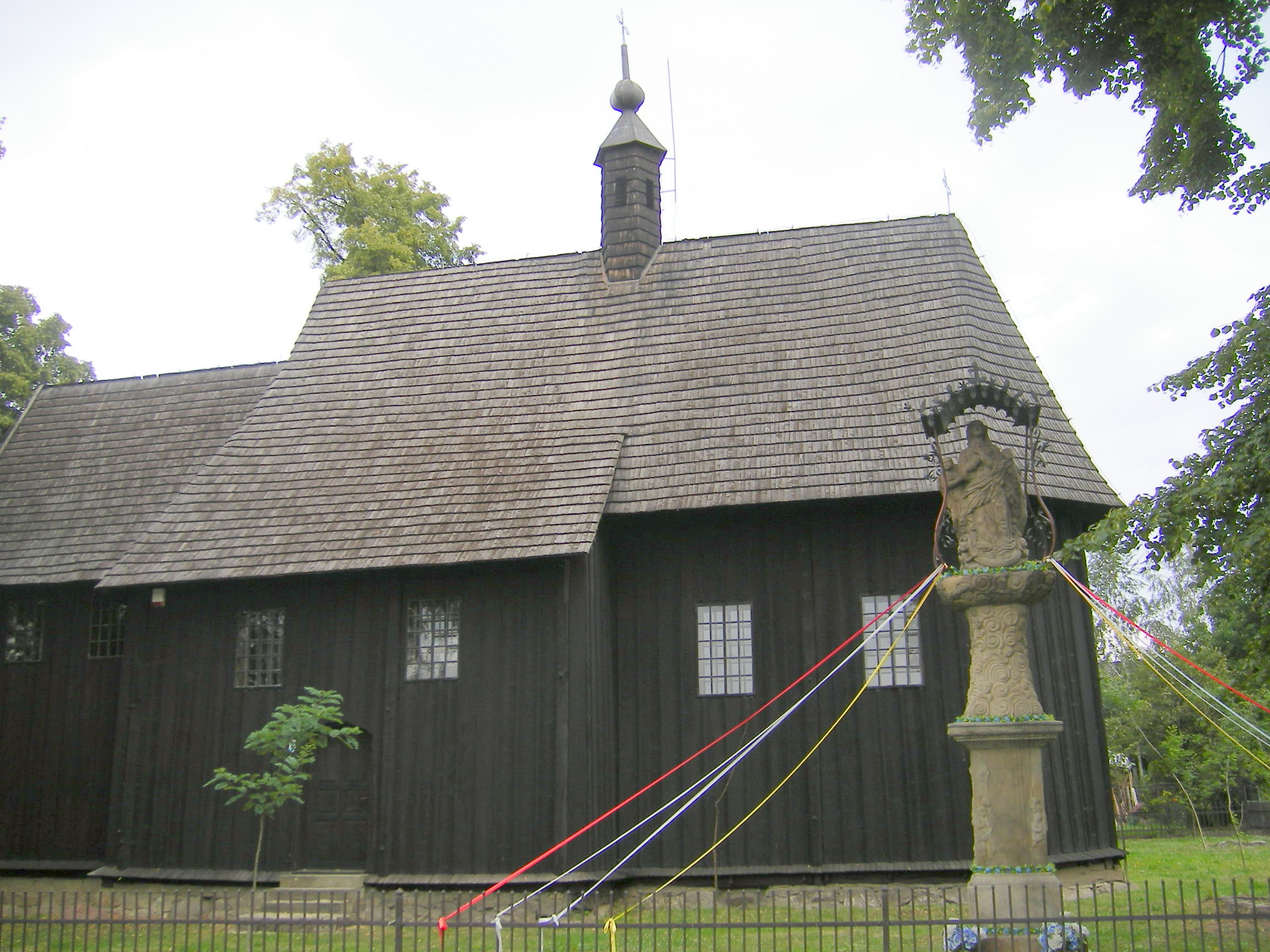
Fatemplom Wojniczban

Wojnicz – kisváros a Kis-lengyelországi vajdaság Tarnówi járásában, községi (gmina) székhely. Tarnówtól 11 km-re nyugatra fekszik, a Dunajec völgyében. Keresztülhalad rajta a Krakkót Rzeszówval összekötő 4-es főút, mely itt keresztezi a Nowy Sącz-Dąbrowa Tarnówska közötti 975-ös utat. 2006-ban mintegy 3,4 ezer lakosa volt , a 78,6 km² területű gminához 14 falu (Biadoliny Radłowskie, Dębina Łętowska, Dębina Zakrzowska, Grabno, Isep, Łopoń, Łukanowice, Milówka, Olszyny, Rudka, Sukmanie, Wielka Wieś, Więckowice, Zakrzów) tartozik összesen 13 018 lakossal (2004) .
Wojnicz 1278-ban kapott városi jogokat. 1655. szeptember 23-án csata zajlott le a határában a wojniczi csata a svéd és a lengyel hadak közt. 1934-ben elveszítette városi jogait. 1999-ben ipari parkot adtak át Wojniczban . 2007. január 1-jén újra várossá nyilvánították. Szent Lőrincnek szentelt temploma a 15. században, a Szt. Leonard-fatemplom a 17. században épült. Értékes harangtornya szintén fából épült.

## Külső hivatkozások
- Hivatalos honlap (lengyelül)
- Wojnicz himnusza